# Good Morning, Judge (film 1928)
Good Morning, Judge è un film muto del 1928 diretto da William A. Seiter.

## Trama
Freddie Grey, ricco sfaccendato, conosce la bella Julia Harrington, una giovane del bel mondo che si occupa di opere caritatevoli e presta servizio sociale presso un centro di recupero per criminali. Freddie si fa passare per uno con dei trascorsi venendo così accolto in comunità. Durante un ballo di beneficenza per la raccolta di fondi organizzato da sua sorella, Freddie si accorge che alcuni dei partecipanti stanno rubando i gioielli delle amiche della ragazza. Dopo aver rivelato la sua vera identità, blocca i ladri, si fa restituire il maltolto e conquista la sua bella.

## Produzione
Il film fu prodotto dalla Universal Pictures.

## Distribuzione
Il copyright del film, richiesto dalla Universal Pictures Corp., fu registrato il 13 marzo 1928 con il numero LP25071.
Distribuito dalla Universal Pictures, il film uscì nelle sale cinematografiche statunitensi il 29 aprile 1928. L'European Motion Picture Company lo distribuì il 7 maggio 1928 nel Regno Unito; in Francia, il film uscì il 19 ottobre 1928 con il titolo L'Honnête Monsieur Freddy; in Germania, distribuito dalla Deutsche Universal-Film, uscì nel 1929 come Das Vagabundenliebchen.